# Душа

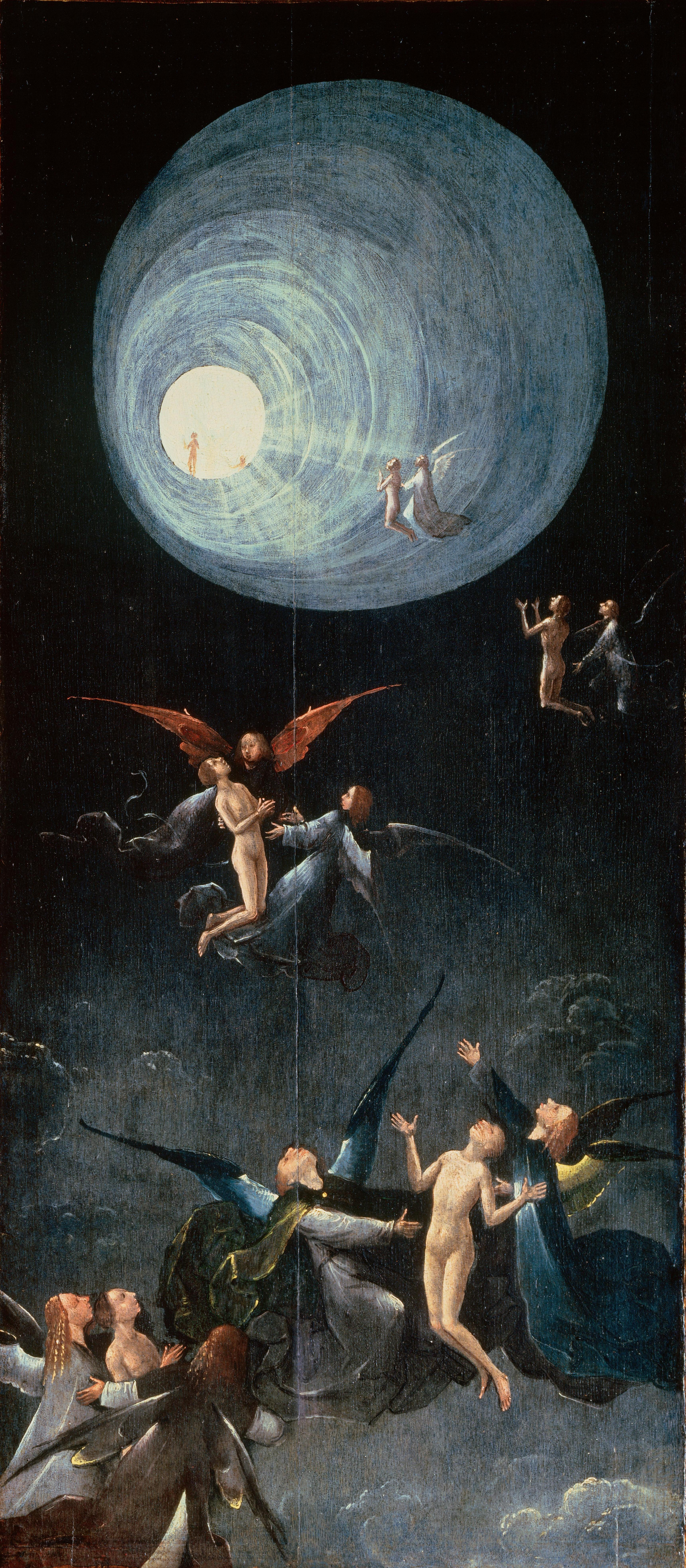
Ієронімус Босх або Єронім Босх (1500–1504): душі після смерті на шляху до неба

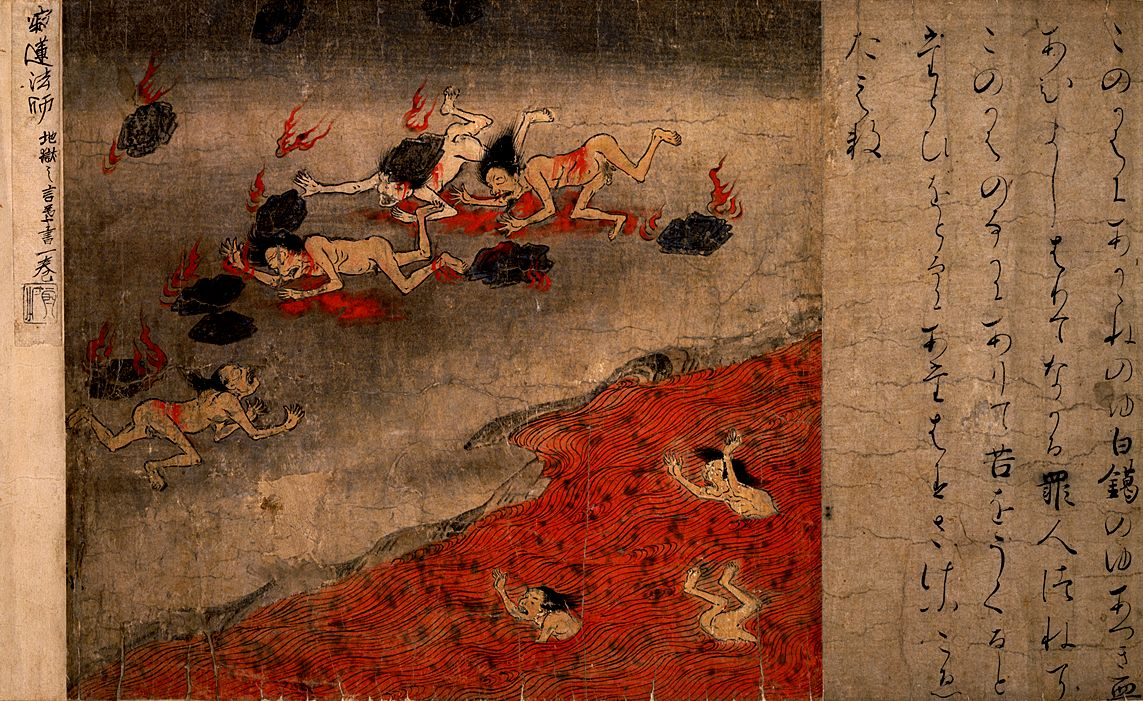
Людські душі в Дзіґоку-дзосі — царстві пекла (з японських вірувань)

Душа́ (грец. ψυχή, лат. anima) — складне поняття з області філософії і релігії, одинична, індивідуальна, безтілесна, нематеріальна сутність, що за деякими віруваннями властива живим істотам. Переконання в існуванні душі характерне для міфологічного й релігійного світоглядів. Науковий світогляд поняття про душу не використовує.
У більшості вірувань душа вважається безсмертною[джерело?]. За одними віруваннями після тілесної смерті вона переходить у потойбічний світ[джерело?], а за іншими — переселяється в нову істоту[джерело?].
Етимологічно слово «душа» пов'язане зі словом «дихання». Відповідні грецькі та латинські корені увійшли в українську мову в таких словах як психіка, анімалізм тощо. Поняття душа споріднене з поняттям дух . В ужитку ці два поняття часто заміняють одне одне, та все ж існують відмінності — дух може не мати тілесної оболонки, не бути одиничним тощо. Духами називають також деякі вигадані безтілесні істоти, що зустрічаються у міфах та казках [джерело?].

## Історія розвитку поняття
За сучасними уявленнями поняття душі походить з анімістичних понять про особливу силу, що існує в тілі людини і тварини, а іноді — і рослини. З давніх часів людина задавалася питанням про відмінність живого і неживого[джерело?]. У ході розвитку міфологічного мислення сформувалося поняття про душу як про деякий атрибут живої істоти. Спостереження за диханням живого, яке після його смерті зникало, сприяло виникненню давніх уявлень про душу, як про дихання, що відбувається ззовні[джерело?]. Відповідні спостереження над кров'ю і припинення життя при великій її втраті, призвели до того, що в крові бачили носія душі. Сновидіння призвели до уявлень про душу, як про субстанцію, яка існує незалежно від тіла[джерело?].
У давньогрецькій філософії поняття «душа» мало декілька значень: 1) життєва сила, яка покидає тіло з останнім подихом; 2) безтілесна основа, позбавлена після смерті людини свідомості і пам'яті; 3) «демон» — невмируща істота божественного походження; 4) мета праведного життя; 5) «покарання» за первородний гріх Титанів тощо.
У зв'язку з тим, що душа розуміється як субстанція, їй спочатку приписували властивості найтоншої речовини, що знаходиться в крові, як було у більшості досократиків у грецькій філософії[джерело?]. За Платоном душа є безсмертною і нематеріальною і передує існуванню у фізичному тілі. До народження людини душа споглядає ідеї в нематеріальному світі, а після того, як вселяється в тіло, «забуває» їх[джерело?]. Звідси судження Платона про те, що всі знання — лише спогад забутих ідей, пізнаних душею до народження[джерело?]. Аристотель називає її першою ентелехією життєздатного тіла; тільки «розумна» душа людини (дух) може бути відокремлена від тіла і є безсмертною[джерело?].
Герберт Спенсер, в співавторстві з Джорджем Джей Льюїсом, видав у 1855 році книгу «Основи психології», у якій викладено фундаментальне припущення про підкорення людського розуму законам природи в рамках загальної біології, тобто психологію, підпорядковану принципу необхідного ступеневого наслідування всякої духовної сили і здібності[джерело?]. Проте ця книга згодом зазнала суттєвої критики[джерело?]. У 1863 Вільгельм Вундт прочитав лекції про історію розвитку душі людини і душі тварин[джерело?]. Вундт викладав проблеми психогенезу у своїх роботах «Grundzüge der physiologischen Psychologie» (1908—1911) і «Völkerpsychologie» (1908—1917)[джерело?]. Зараз, як і за часів античності і романтизму, знову часто проводять відмінність між душею і свідомістю[джерело?]. Для Паладь і Клагес душа є носієм ритмічних безперервних життєвих процесів, у той час як свідомість, на противагу душі, «безперервно»[джерело?].
Канд. мед. наук Мельник А. І. у 2016 році увів нову назву для вчення про душу — анімологія (від лат. anima — душа; грецького λόγος (logos) — вчення, наука), яка включає три основні частини: анімогенез (гіпотетичний шлях душі від її зародження до безсмертя), анатомія і фізіологія душі живої особи, хвороби душі і її зцілення.

## Поняття
Загальноприйнятим вважається те, що своєрідна інтерпретація поняття «дух» започаткувалася ще у міфології[джерело?]. Справді, численні міфи стародавніх суспільств розповідають про існування «духів», фантастичних істот, які органічно пов'язані з людиною, її тілом, зовнішнім виглядом та довкіллям[джерело?]. «Духи» перебувають у процесі постійної взаємодії з людиною, визначаючи особливості її життя. «Духи» згідно з міфологією існують незалежно (у сучасному контексті — об'єктивно) від поділу їх на шкідливих і корисних для людини[джерело?]. Цю незалежність порушує сама людина, спонукаючи їхнє існування в образах добрих і злих «духів»[джерело?]. Отже, поняття «дух» («духи») у міфології виникає як необхідність означення питання про те, що чи хто скеровує діяльність людини, як це скеровування впливає на характер, спосіб життя людини[джерело?].
Порівняно завершеного вигляду поняття «дух» набуває у релігії. Зокрема, Дух Святий, або Дух Божий (Параклет чи Паракліт, що у перекладі з давньогрецької означає «помічник», «розрадник»), у релігійних уявленнях постає як сила божественного натхнення[джерело?]. З погляду християнства, завдяки пришестю Ісуса Христа Дух Святий з'являється як те, що «послане» Христом і «свідчить» про нього[джерело?]. «Дух» постає як сфера натхнення, сфера потенційної здатності, що існує об'єктивно, незалежно від життя людини. Визнання об'єктивного характеру існування духу дає змогу навіть різноманітним сектантам говорити про творчий потенціал духу щодо людини[джерело?].
Зримий образ духу в християнській традиції — це голуб (власне голубка), який існує як образ певного світового птаха, своїм теплом зігріваючи «яйце світове»[джерело?]. Поширені у народів ісламу уявлення про гігантського чудесного птаха Рух (арабське ruch — дух) постають як фольклорно-казкове опредметнене бачення духу[джерело?].
Отже, в релігії дух розглядається як об'єктивне явище, основною здатністю якого є можливість творити людину, її життя, характер і спосіб діяльності[джерело?]. Дух у релігії ототожнюється з особливим проявом сутності Бога (об'єктивне начало), однак релігія цікава і знаменна насамперед тим, що «заземлює», суб'єктивує явище духу, показує можливість існування його як індивідуального явища[джерело?]. Іншими словами, об'єктивний характер існування духу релігія пов'язує з людиною, суб'єктом суспільно-історичного процесу[джерело?].
Цей зв'язок приводить до виникнення поняття душі як «іскорки» Божественного Духу, яка й «запалює» життям кожну людину[джерело?]. За образним висловлюванням Аристотеля, релігія розуміє під душею те, «що робить тіло живим»[джерело?]. Тобто релігія підкреслює, що душа — це окреслений індивідуальним людським існуванням дух[джерело?]. Це те у внутрішньому світі людини, що створене Божественним Духом[джерело?]. Душа — це життєдайне джерело, що є сутністю внутрішнього світу людини[джерело?].

## У філософії
Душа — це термін, яким переважно релігія, ідеалістична філософія та донаукова психологія позначали психіку, внутрішній світ людини. Згідно з ідеалістичними релігійними концепціями, душа розглядається як нематеріальна потойбічна безсмертна сила, що тимчасово перебуває в тілі й є основою, джерелом психічних явищ.
Дуалізм вважає душу протилежною тілу самостійною субстанцією. Матеріалісти-метафізики зводили психічну діяльність до суто механічних та фізико-хімічних процесів[джерело?]. У діалектичному матеріалізмі та науковій психології термін «душа» не використовується[джерело?]. По суті термін «психіка» заміщує термін «душа», виражаючи внутрішній духовний світ людини[джерело?].
Згідно з Філософією Обʼєднання людська душа володіє інтелектом, емоціями і волею. Вона має дуалістичну будову: «духовну душу» та «фізичну душу». Духовна душа, орієнтована на істину, добро, красу й любов, покликана бути суб’єктом, а фізична, що прагне їжі, одягу, житла й сексу, — об’єктом. Проте після гріхопадіння цей порядок змістився, і фізична душа почала панувати, що спричинило історичне домінування тілесних інстинктів та відповідні етичні кризи. Ідеал полягає у відновленні первісного ладу шляхом гармонійної «дії віддавання та приймання» між двома душами, зосередженої на шімджон (серці любові): коли духовна душа керує фізичною, формується цілісне «я», здатне досягти досконалості. Первозданна душа — це гармонійне єдине ціле духовної душі та фізичної душі як суб'єкта і об'єкта.

## У релігії
Авраамічні та дгармічні релігії трактують поняття душі по різному[джерело?]. У дгармічних релігіях важливим поняттям є карма, залежно від якої визначається доля людини при переродженні[джерело?]. Метою є досягнення стану просвітлення, злиття індивідуальної душі зі світовою, переривання циклу перероджень сансари[джерело?]. Відповідником українського слова душа в індуїзмі є атман, а в джайнізмі — джива. Буддизм, проте, відкидає віру в індивідуальну душу людини. Цей буддійський принцип низивається анатта або анатман.
Для авраамічних релігій характерна віра в потойбічний світ, куди потрапляє душа людини після смерті, а метою праведного життя є спасіння[джерело?]. Утім, не всі релігії цієї традиції вірять у безсмертність душі[джерело?]. На питання про те, як душа народжується, богослови різних деномінацій відповідають по-різному: можливі варіанти: душу безпосередньо створює Бог, душа переходить до дитини від батьків та душа існувала завжди, ще до народження, і при народженні вселилася в дитину[джерело?].
Інші релігії мають різні уявлення про душу. Анімізм вважає, що душею наділені не тільки живі істоти, а й предмети і явища природи. Даосисти вважають, що у людини є два різні типи душ: хунь та по. Коли людина помирає, одна з них покидає тіло, а друга залишається в ньому[джерело?].
За вченням давньоукраїнських волхвів — жива духовна плоть людини, що визначає її вдачу, поведінку, діяльність, взагалі — долю. Міститься в єстві людини.

### Душа в християнстві

#### Душа в біблійному розумінні
У Біблії словом «душа» перекладається єврейське слово «не́феш» [?פנ] і грецьке слово «психі» [ψυχή]. З біблійного вживання цього слова видно, що душа — це людина або тварина чи життя людини або тварини. Більшість церков загальновизнаного християнства розуміють під «душею» нематеріальну або духовну частину людської істоти, яка переживає смерть фізичного тіла. Інші розуміють її як життєве начало.

### Епоха Другого Храму
Попри те, що в Танасі наведено явний приклад з'явлення душі мертвого Самуїла Саула, юдеї часів Другого Храму розходилися в розумінні суті душі. Фарисеї вважали, що душа безсмертна і може існувати поза тілом до воскресіння з мертвих. Саддукеї ж вважали, що душа вмирає разом з тілом.

### У Кабалі
У вченні Кабали душа мислиться як духовна сутність, що бере початок у вищому розумі або світовій душі і виникає як еманація останнього[джерело?]. Сходження душі в тіло визначається її природою: вона мусить з'єднатися з тілом, щоб, виконавши своє призначення в земному житті, повернутися до світу чистого світла — Бога[джерело?].
Творіння, будучи інструментом розкриття потенціалу Творця, не може сприймати Його інакше, як в інформаційних формах своїх відчуттів[джерело?]. Відчуття ці виникають в результаті наповнення посудини творіння світлом Всевишнього[джерело?]. Посудина, наповнена світлом, називається — ДУША, про що сказано: «І створив Господь Бог людину з пороху земного, і вдихнув у ніздрі її дихання життя …»[джерело?]. Душа, відчуваючи Творця, як світ навколо себе, сприймає себе в ньому, як наше егоцентричне «я»[джерело?]. Це «я» одягнене в матеріальне тіло, з тієї ж причини, з якої Творець сприймається душею, як матеріальний світ, така функціональна природа творіння. (Лаві К. «Древо Пізнання»)
Душа, як інструмент розкриття Творця, включена в задум творіння, і тому є безсмертною, відповідно до нескінченності потенціалу Творця. Тіло ж, за допомогою якого душа, функціонує у світі, з метою удосконалення функції творіння, лише одного разу розкривається у світі, на період здійснення своєї функції, відповідно до програми, званої — доля. Потім відбувається зміна тіл і настає новий цикл удосконалення функції творіння, за допомогою душі. (Лаві К. «Древо Пізнання»)

### У мунізмі
У вченні Церкви Об’єднання душа володіє інтелектом, емоціями і волею. Вона складається з душі духу і душі тіла. Стосунки між душею духу і душею тіла — це стосунки суб’єкта і об’єкта. Вступаючи в «дію віддавання та приймання», центром якої є Бог, вони утворюють об'єднане ціле, яке спрямовує духовне «я» і фізичне «я» до гармонійної єдності. Це об'єднане ціле і є душею людини. Згідно з Принципом творення, людина займає центральне положення у світі творіння, поєднуючи в собі нематеріальний та матеріальний світ через взаємодію духовного «я» та фізичного «я». Муністська концепція душі базується на ідеї дуальних властивостей, притаманних усьому творінню, де духовне і матеріальне начала в людині утворюють гармонійну єдність, спрямовану на досягнення мети творення та реалізацію первозданної цінності людського існування. Після гріхопадіння душа людини не має зв'язку з духовним світом, будучи подібною до тіла без кісток.

### Цитати про душу
«Християнське уявлення про духовну душу, створену Богом і вселену у тіло в період зачаття, щоб зробити людину єдиним живим цілим,- це плід довгого розвитку у християнській філософії. Ця філософська концепція остаточно сформувалася тільки тоді, коли з Орігеном [помер бл. 254 року н. е.] на Сході та св. Августином [помер 430 року н. е.] на Заході затвердився погляд про душу як духовну сутність… Його [Августинова] доктрина… завдячує багато чим (у тому числі деякими недоліками) неоплатонізму»
«Поняття про безсмертя — це плід грецької думки, тоді як надія на воскресіння належить до єврейської думки… Після завоювань Александра юдаїзм мало-помалу перейняв грецькі переконання»
«Безсмертя душі — це грецьке поняття, сформоване стародавніми містичними культами і розвинуте філософом Платоном»
«Як нам вважати: смерть є щось певне? (…) Очевидно, це не що інше, як розлука душі й тіла? Смерть, отже, полягає в тому, що тіло, розлучене з душею, існує саме собою, а душа, відділена від тіла,- також сама собою? Чи, може, смерть щось інше, а не те, що я сказав?» 
- «Ні, саме те». (…) «А душа смерті не улягає?»
 — «Ні».- «Виходить, душа безсмертна?»
 — «Безсмертна».
«Проблема безсмертя, як ми побачили, привертала серйозну увагу вавилонських теологів. Ані народ, ані провідні релігійні мислителі ніколи не припускали можливості цілковитого знищення того, що колись почало існувати. Смерть вважалась переходом до іншого життя».

### Спасіння душі
У християнстві поняття «душа» нерозривно пов'язане з поняттям порятунку[джерело?]. Спасіння душі людини розуміється як порятунок самої сутності людини і від смерті, яка теж вважається наслідком гріха і від вічного покарання за гріх (у пеклі або геєні вогненній)[джерело?]. Більшість християн вважає, що після воскресіння померлих душі врятованих возз'єднаються з тілами і в цих тілах врятованим буде гарантоване вічне життя[джерело?].

## Новітні трактування

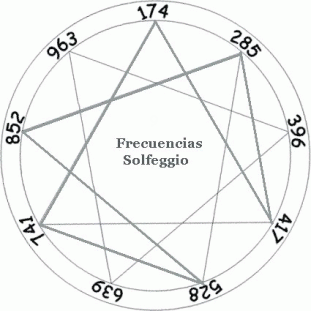
Схема частот піднесення

У середині 1970х років американським доктором Джозефом Пулео (англ. Joseph Puleo) та Леонардом Горовіцем (англ. Leonard Horowitz) під час вивчення різноманітних релігійних текстів, передусім Біблії, за їх словами було заново відкрито так звані 6 частот Сольфеджіо, або частот піднесення (англ. Solfeggio Tones): 396 Гц, 417 Гц, 528 Гц, 639 Гц, 741 Гц, 852 Гц (деякі дослідники окрім шести основних окремо виділяють три додаткових - 174 Гц, 285 Гц та 963 Гц) коливання яких згідно заявам цих дослідників співпадають з коливаннями чакр людини, описаних в Індуїзмі та Будизмі, таким чином прослуховування музики з даними частотами допомагає вилікувати людський організм.

## Дохристиянське вчення про душу на території України
Волхви вважали, що бувають душі світлі й темні. Після смерті людини світла душа — по сорока днях прощання зі світом та фізичною плоттю своєю — лине у Вирій, де має постійне місце вічного райського проживання. Темна душа, яка за життя творила кривду направляється в Нав і стає її мешканцем. Богом та покровителем Наві є Велес[джерело?].
Ведичні твори вказують, що кожна людина несе у собі дві душі водночас — світлу і темну, які борються між собою і цим визначають поведінку людини, міру її добрих і злих вчинків (люди з подвійною душею, як правило, кінчають життя самогубством, вважали волхви). За уявою давніх українців, більшість душ недовго перебуває у Вирії чи Підземеллі — це стосується душ діяльних (невсипущих), тих, які «рвуться на землю», до справи. Таким Род і Чорнобог дозволяють повертатися і втілюватися в новонароджених, не повертаючи, однак, свого попереднього фізичного образу.
Душі відроджуються не лише в людях, але і в тваринах, деревах, рослинах, в нових струмках, річках тощо. Кожна душа переживає близько 8 млн втілень, перш ніж, вона стане людиною[джерело?]. Люди, які творять Кривду, можуть перевтілитися знову в тілі тварини[джерело?]. Стаючи людиною, душа проходить 4 ступені розвитку та народжується в чотирьох станах — варна трудівників, варна хазяїнів, варна воїнів, варна відаючих[джерело?]. Дозволяється використовувати на паливо лише сухе зілля та повалені Стрибогом (вітром) чи Перуном (блискавкою) дерева. І бережливо ставитися до кожної живої істоти[джерело?].
Давні українці всіляко намагалися не допустити відродження темних душ (наприклад, обкладали місце, де могла народитися дитина, рушниками та ряднами з вишитими та витканими стрілами Перуна, зображеннями Берегині і Мокоші тощо).
З душею пов'язували загадкові явища в житті[джерело?]. Якщо, казали волхви, за тобою десь по дорозі унадився собака — не жени його геть, а приведи додому і нагодуй — то душа твого померлого родича чи ближнього тужить за тобою, хоче бути біля тебе[джерело?]. Коли до тебе під вікно прилетіла пташка та ще й стукнула дзьобиком у шибку — мерщій роздай милостиню старцям чи понеси що-небудь у дар сусідові, ближньому своєму, бо то душа померлого принесла тобі якусь звістку й нагадала про себе[джерело?].
Роздавати милостиню чи робити якесь добро — то, на думку волхвів, поминати передусім душі померлих, нести їм радість і втіху тощо. У вченні волхвів про душу відбилися первісні гуманістичні основи української народної моралі, філософії, міфології, космогонії[джерело?].
Жіноча та чоловіча душі є двома половинами однієї душі[джерело?]. Коли такі душі зустрічаються в Яві, це має назву «зіркової пари»[джерело?].
Вчення волхвів про душу було втрачене після 988 року із запровадженням християнства. Проте ще приблизно до 1800-их років в деяких місцях України (найбільше на Вінниччині) ще були послідовники древньої (дохристиянської) релігії[джерело?].